# Vol Golden West Airlines 261
Le 9 janvier 1975, vers 16h07, un DHC 6-100 Twin Otter effectuant le vol Golden West Airlines 261, un vol régional régulier entre l'aéroport international d'Ontario et l'aéroport international de Los Angeles, tous deux situés dans la zone du Grand Los Angeles, en Californie, est entré en collision avec un Cessna 150 (N11421), appartenant à CessnAir Aviation, Inc., à proximité de Whittier, en Californie.

## Accident

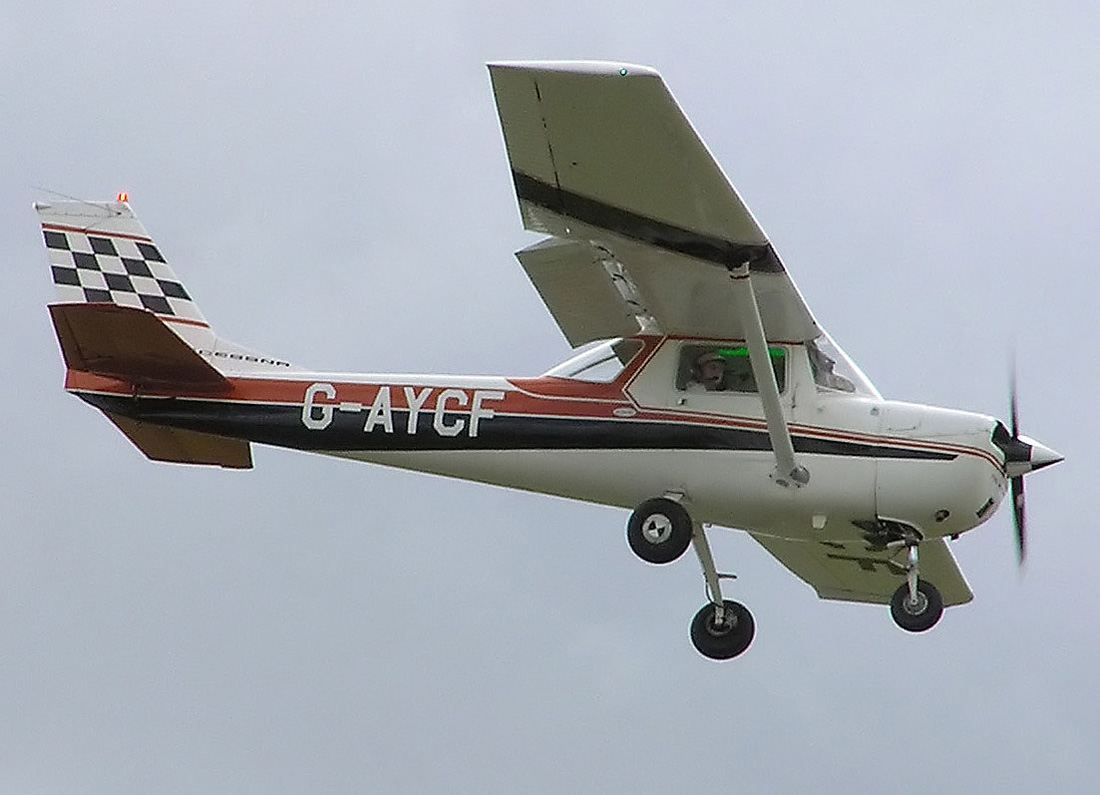
Un Cessna 150 similaire à celui impliqué dans l'accident.

Le Cessna 150 a percuté le côté gauche du Twin Otter, à un angle d'environ 90 degrés, entre le cockpit et l'aile gauche. Des témoins au sol ont déclaré qu'aucun des deux avions n'a tenté de manœuvrer au dernier moment pour éviter la collision.
Les deux avions ont été pulvérisés lors de la collision et de l'impact au sol qui a suivi. Les 10 passagers et 2 pilotes du vol 261, ainsi que le pilote instructeur et l'élève-pilote à bord du Cessna 150 ont tous péri dans l'accident. 
Des débris sont tombés sur les maisons et les jardins en contrebas, mais personne au sol n'a été blessé. Les épaves des deux avions se sont dispersée sur une superficie de 8 à 10 pâtés de maisons. Le fuselage du Twin Otter est tombé dans la cour d'école de la Katherine Edwards Middle School (en), où environ 300 spectateurs regardaient un match de basket-ball en plein air, tandis que les ailes ont atterri deux pâtés de maisons plus loin. Le fuselage du Cessna est tombé dans la cour avant d'une maison, à environ 2 km du fuselage du Twin Otter.

## Conditions de vol
Le vol 261 a décollé de l'aéroport international d'Ontario à 15h56, selon un plan de vol respectant les règles de vol à vue (VFR). Cela a permis au contrôle aérien de séparé le Twin Otter des avions plus gros, qui arrive généralement à l'aéroport international de Los Angeles (LAX) en suivant des plans de vol respectant les règles de vol aux instruments (IFR).

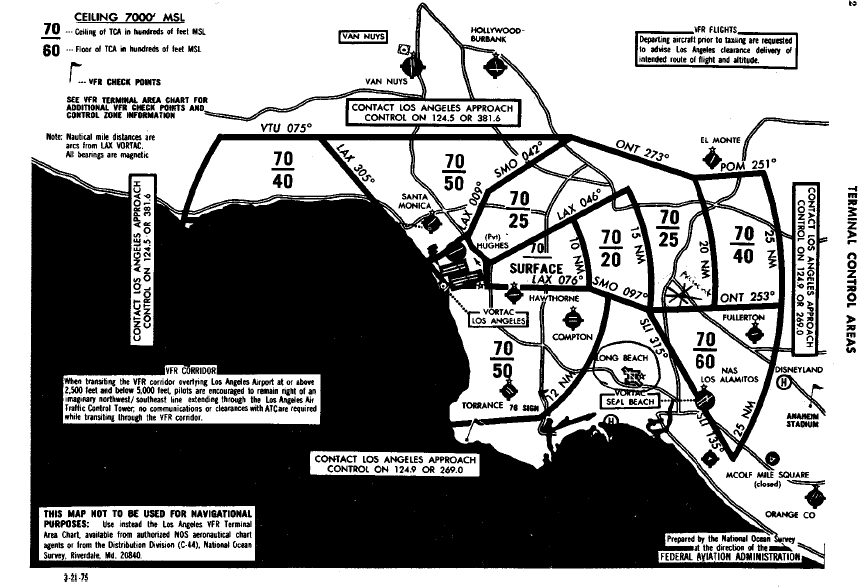
Schéma représentant la zone de contrôle terminale de l'aéroport international de Los Angeles à l'époque de l'accident.

À l'époque de l'accident, les vols IFR doivent rester dans les limites de la zone de contrôle terminale (TCA) de l'aéroport de Los Angeles (maintenant devenu un espace aérien de classe B), tandis que les avions plus petits doivent rester à l'extérieur de la TCA, jusqu'au point d'entrée désigné, qui a été spécifié dans leur plan de vol VFR assignée. 
Dans le cas du vol 261, il doit rester à l'extérieur de la TCA jusqu'au repère DME d'alignement de piste droit de la piste 24, puis entrer dans la TCA à une altitude de 1 500 pieds (457 m). Le sommet de la TCA est à 7 000 pieds (2133 m), tandis que sa base varie en altitude en fonction de la distance par rapport à l'aéroport, ce qui a fait entrer le vol 261 dans la zone destinée au trafic VFR des autres petits avions au dessus de LAX, qui en majorité ne dispose pas de transpondeurs à bord. 
La plupart d'entre eux ne volant pas en direction vers LAX, ils ne sont donc pas en communication radio avec les contrôleurs radar de LAX. La seule méthode à leur disposition pour éviter tout risque de collisions en vol est de respecter la rège du "voir et éviter". Cette méthode déficiente de séparation du trafic n'a pas fonctionné ce jour-là, comme elle a échoué à plusieurs reprises dans les zones de trafic à haute densité.

## Causes
Le Conseil national de la sécurité des transports (NTSB) a déterminé que la cause probable de l'accident est le fait que les équipages des deux appareils ne se sont pas repéré suffisamment à l'avance pour éviter l'abordage. L'enquête n'est pas parvenue à déterminer pourquoi chacun des pilotes n'a pas vu et évité l'autre avion. 
Toutefois, le NTSB estime que la capacité des deux équipages à détecter l'autre aéronef à temps a été réduite en raison de la position du soleil sur l'horizon, qui a partiellement réduit la visibilité, ainsi que de l'angle mort dans le cockpit du Twin Otter et de la nécessité, pour l'équipage du vol 261, d'acquérir un contact visuel avec le trafic signalé devant eux par le contrôle radar.